# Epoca reformelor (Ungaria)
Epoca reformelor este perioada istorică a Ungariei cuprinsă de la începutul secolului al XIX-lea până la Revoluția din 1848-1849. 